# Pseuderanthemum malabaricum
Pseuderanthemum malabaricum es una especie de planta floral del género Pseuderanthemum, familia Acanthaceae.
Se encuentra en India y Sri Lanka.

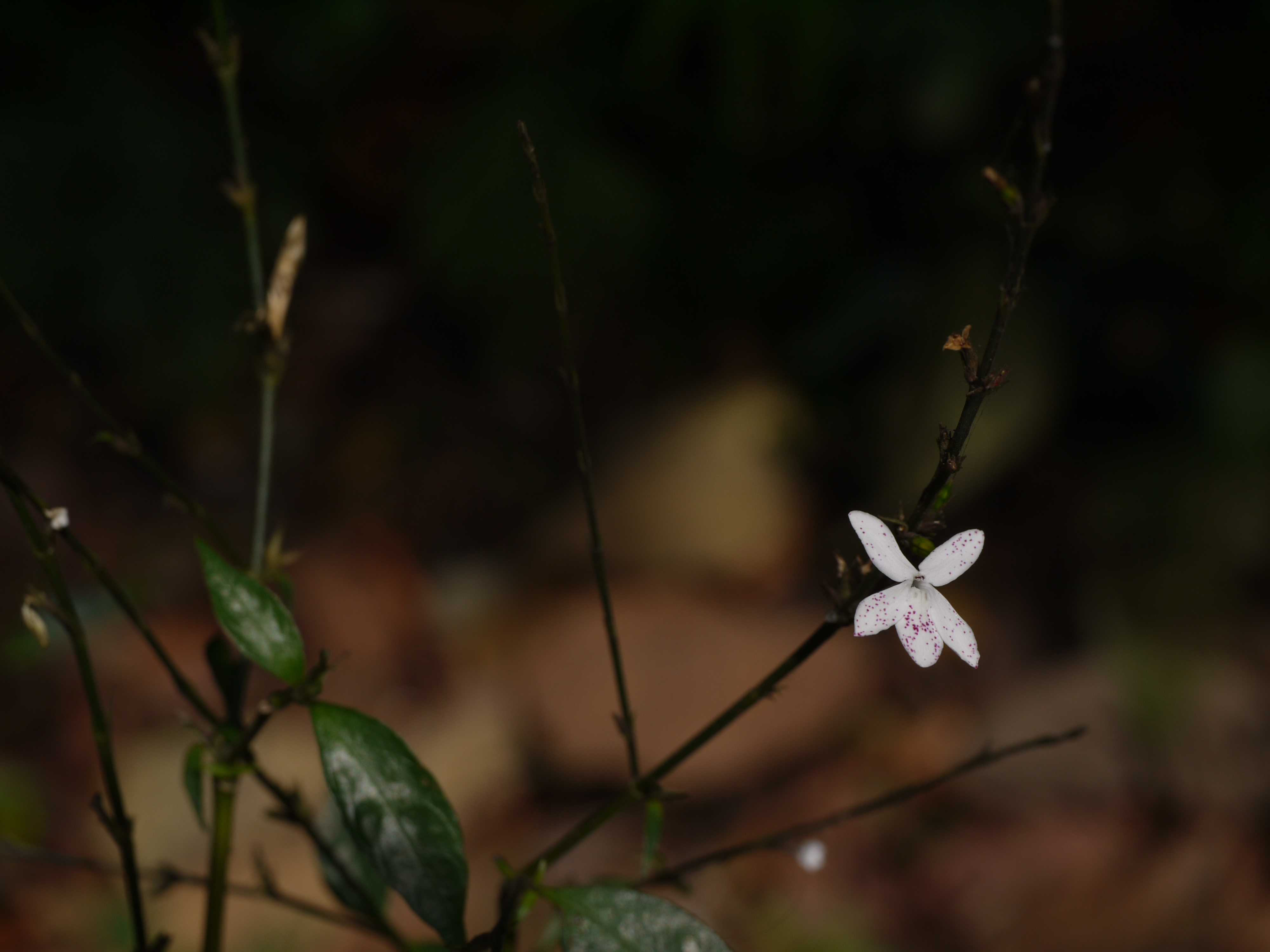
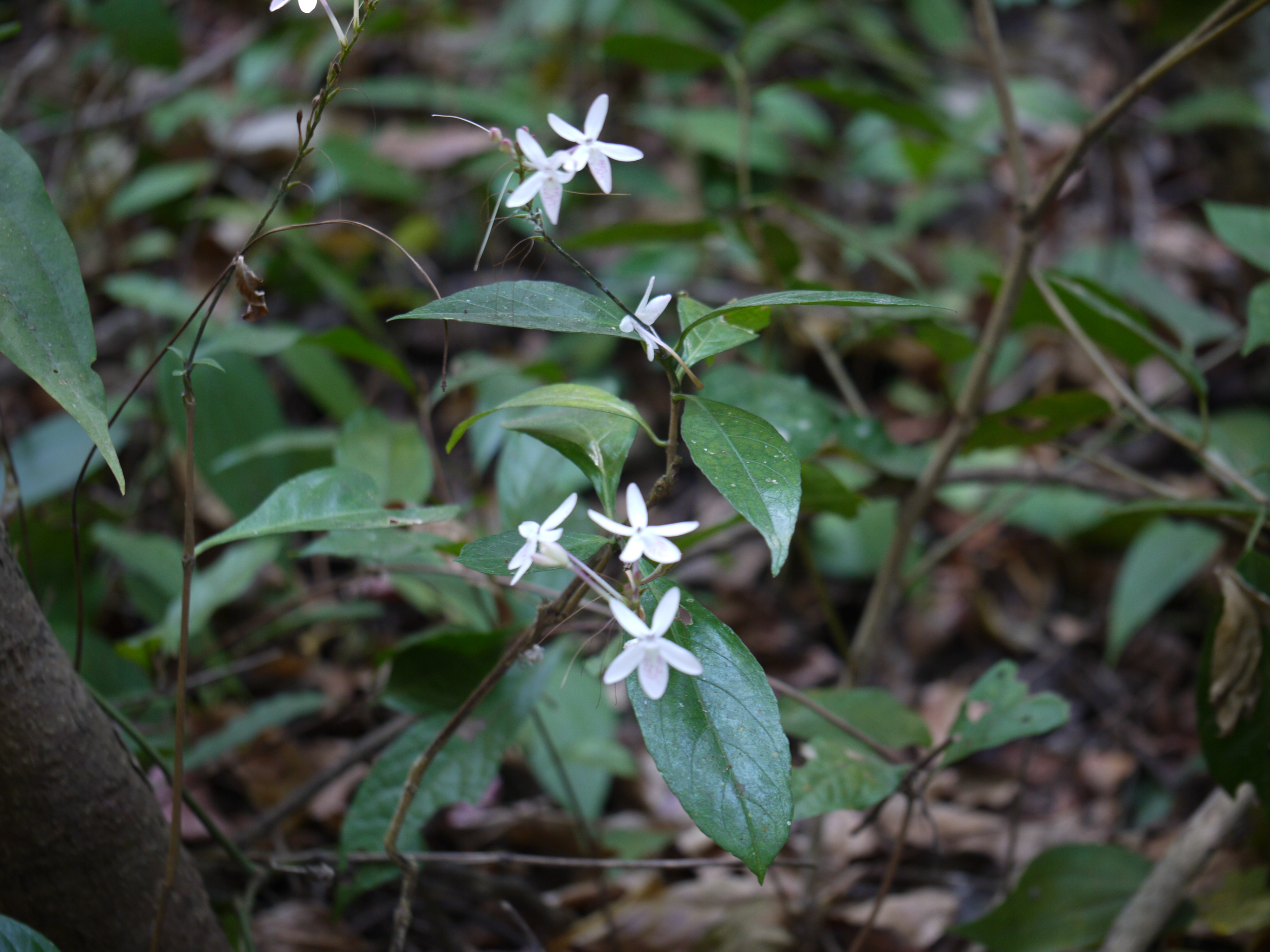
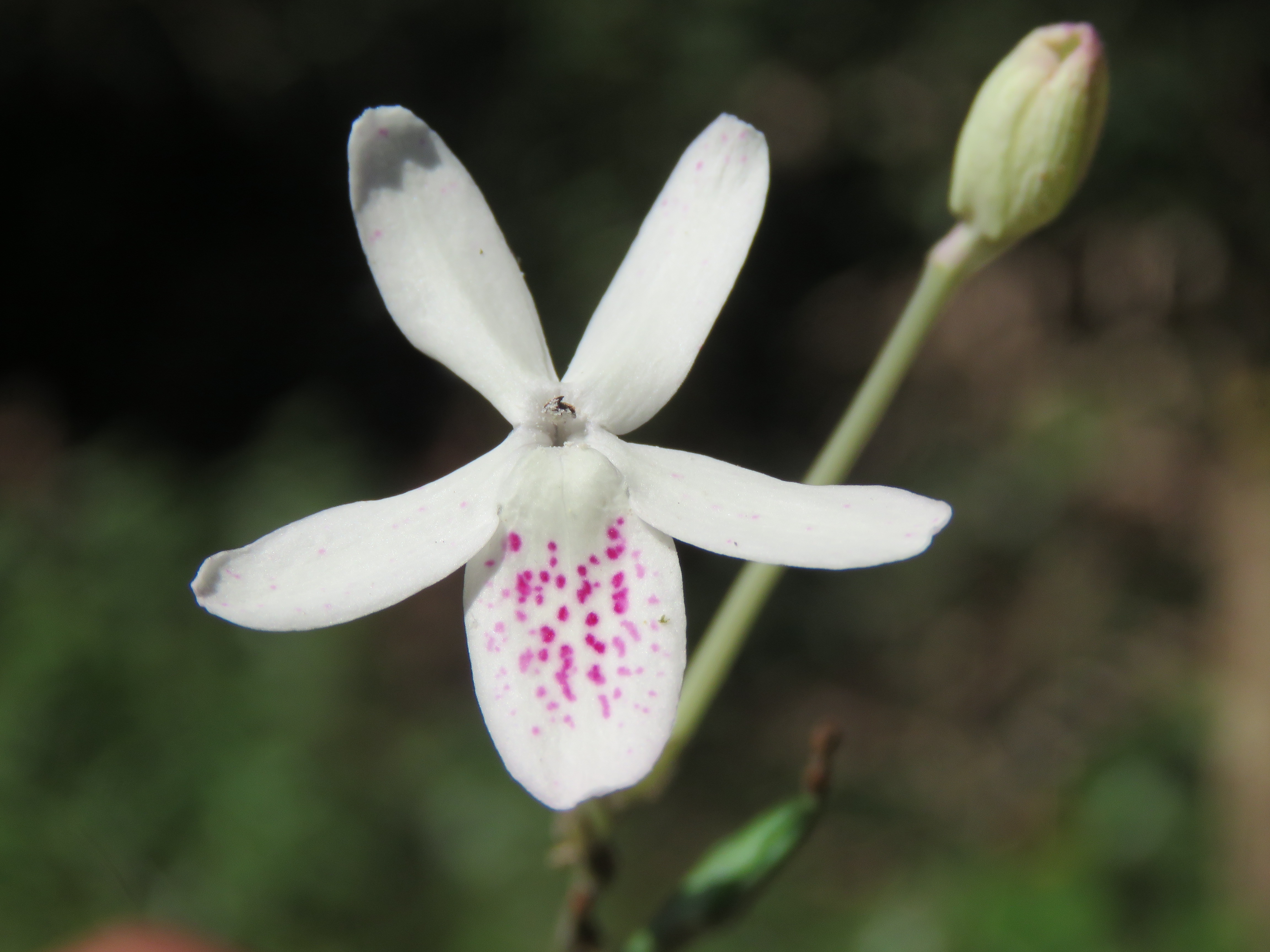
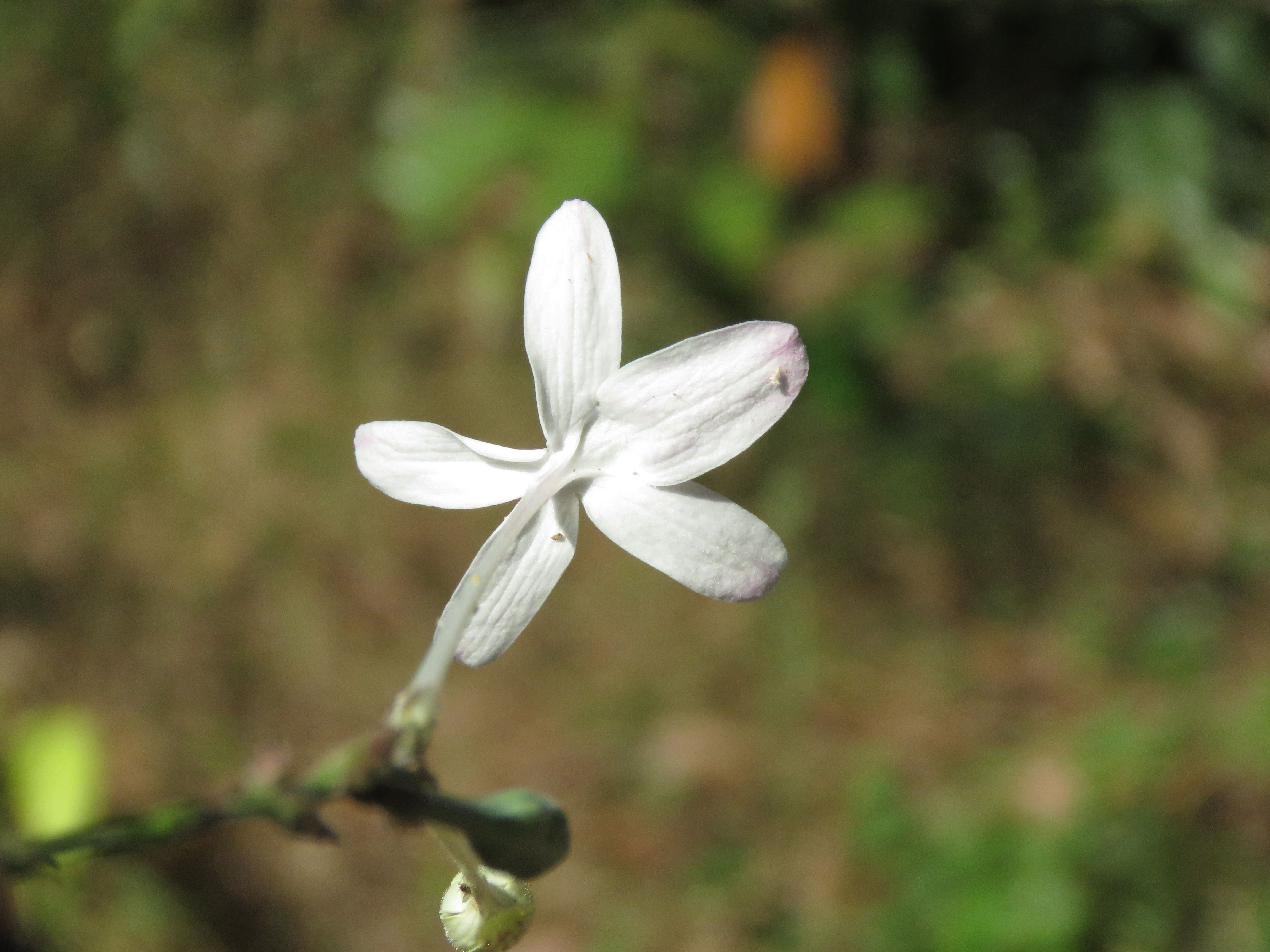